# W. Brožik Sohn
W. Brožik Sohn war eine bedeutende Wagenfabrik in Pilsen während der k.u.k. Monarchie.

## Geschichte

Die k.u.k. Hofwagen-Fabrik W. Brožik Sohn in Pilsen (um 1900)

Innenansicht der Fabrik (um 1900)

1845 gründete Wenzel Brožik mit sehr beschränkten Mitteln in Pilsen sein Unternehmen. Trotzdem gelang es ihm durch Fleiß und Ausdauer, seinen Erzeugnissen gleich im Anfang einen guten Ruf zu sichern.
Im Jahre 1867 ließ er seinen Sohn  in diesem Gewerbe ausbilden und sandte ihn anschließend ins Ausland, wo dieser sich Zutritt in die ersten Etablissements dieser Branche in Europa verschaffte und bis 1877 in den renommiertesten Wagenfabriken in Wien, Berlin, Dresden und Paris tätig war. Reich an fachmännischer Erfahrungen kehrte er in seine Heimat zurück und gab alsbald den Anstoß zur Umwandlung des bisherigen Gewerbebetriebes in ein Fabrikunternehmen. 
Im Jahre 1883 hatte der Sohn als öffentlicher Gesellschafter der Firma die Leitung des Betriebes und im Jahre 1890 die bestehende Wagenfabrik ganz in sein Eigentum übernommen.
Wegen des steigenden Absatzes wurde die Betriebsstätte verlegt und 1894 eine der modernen Technik entsprechende Anlage als die erste dampfbetriebene Wagenfabrik Böhmens in Betrieb gesetzt, wo man neben Luxusequipagen elektrische Waggons für Straßenbahnen eigener Bauart und Konstruktion fertigte.
Der damalige Chef der Firma beteiligte sich an großen Ausstellungen und errang höchste Auszeichnungen. Während der Prager Landesausstellung im Jahre 1891 besichtigte Kaiser Franz Josef I. die Ausstellung der Firma, wobei er dem Besitzer seine Anerkennung ausdrückte. Dieselbe Ehre wurde dem Besitzer durch die Erzherzöge Albrecht und Carl Ludwig zuteil. Dem Firmeninhaber wurde auch der Titel eines k.u.k. Hofwagen-Fabrikanten verliehen.
Die Erzeugnisse dieser Fabrik fanden nicht nur in allen österreichischen Kronländern Absatz, sondern es bestand auch ein reger Export nach Deutschland, Russland, Frankreich und nach dem Orient.